# Nemapalpus
Nemapalpus là một chi ruồi thuộc họ Psychodidae. Chi này có các loài sau:
- Nemapalpus nearcticus